# 크세니야 치부토비치
크세니야 겐나디예브나 치부토비치(러시아어: Ксения Геннадьевна Цыбутович, 1987년 6월 26일 ~ )는 러시아의 여자 축구 선수이다. 포지션은 수비수이며, 현재 쳄피오나트 로시 포 푸트볼루 스레디 젠신의 랴잔 VDV 소속이다.

## 클럽 경력
모스크바 출신이며 9세 시절에 루시 청소년 축구 클럽에서 축구를 시작했다. 2002년에 체르타노보에 합류하면서 선수 생활을 시작했고 2004년에 스파르타크 모스크바로 이적했다. 2006년에 로시얀카로 이적한 다음에 로시얀카의 쳄피오나트 로시 포 푸트볼루 스레디 젠신 1회(2006 시즌) 우승, 러시아 여자컵 2회(2006·2008 시즌) 우승에 기여했다.
2009년에 즈베즈다 2005 페름으로 이적한 다음에 즈베즈다 2005 페름의 쳄피오나트 로시 포 푸트볼루 스레디 젠신 시즌 1회(2009 시즌) 우승, 러시아 여자컵 1회(2012 시즌) 우승에 기여했으며 2008-09 UEFA 여자컵(현재의 UEFA 여자 챔피언스리그) 시즌에서 즈베즈다 2005 페름의 준우승에 기여했다. 2012년에 랴잔 VDV로 이적한 다음에 랴잔 VDV의 쳄피오나트 로시 포 푸트볼루 스레디 젠신 1회(2013 시즌) 우승, 러시아 여자컵 1회(2014 시즌) 우승에 기여했다. 2017년부터 2019년까지 CSKA 모스크바 소속으로 활동했고 2020년에 친정 팀인 랴잔 VDV로 복귀했다.

## 국가대표 경력
2002년부터 2004년까지 러시아 여자 U-19 축구 국가대표팀 선수로 활동했다. 헝가리에서 개최된 2005년 UEFA U-19 여자 축구 선수권 대회에서 러시아 여자 U-19 축구 국가대표팀의 주장을 맡으면서 러시아의 우승에 기여했다. 특히 프랑스와의 결승전 경기에서는 러시아의 우승을 결정지은 마지막 승부차기 키커로 나서기도 했다. 태국에서 개최된 2004년 FIFA U-19 세계 여자 축구 선수권 대회, 러시아에서 개최된 2006년 FIFA U-20 세계 여자 축구 선수권 대회에 참가하여 러시아의 8강전 진출에 기여했다.
2006년 5월 24일에 열린 스코틀랜드와의 2007년 FIFA 여자 월드컵 유럽 지역 예선 원정 경기에 처음 출전하면서 러시아 여자 축구 국가대표팀 선수로 데뷔한 이후에 러시아 여자 축구 국가대표팀 경기에서 주장을 맡았다. 핀란드에서 개최된 UEFA 여자 유로 2009, 스웨덴에서 개최된 UEFA 여자 유로 2013에 참가한 러시아 여자 축구 국가대표팀 명단에 이름을 올렸으나 러시아는 2차례의 대회 모두 조별 예선에서 탈락했다. 2017년 9월 19일에 열린 잉글랜드와의 2019년 FIFA 여자 월드컵 유럽 지역 예선 원정 경기를 끝으로 국가대표팀에서 은퇴했다.

## 수상

### 클럽
로시얀카
- 쳄피오나트 로시 포 푸트볼루 스레디 젠신 1회 우승 (2006)
- 러시아 여자컵 2회 우승 (2006, 2008)

즈베즈다 2005 페름
- 쳄피오나트 로시 포 푸트볼루 스레디 젠신 1회 우승 (2009)
- 러시아 여자컵 1회 우승 (2012)

랴잔 VDV
- 쳄피오나트 로시 포 푸트볼루 스레디 젠신 1회 우승 (2013)
- 러시아 여자컵 1회 우승 (2014)

### 국가대표
- 2005년 UEFA U-19 여자 축구 선수권 대회 우승